# Edmond Clément
Frédéric-Jean Edmond Clément (ur. 28 marca 1867 w Paryżu, zm. 24 lutego 1928 w Nicei) – francuski śpiewak operowy, tenor.

## Życiorys
Uczył się w Konserwatorium Paryskim u Victora Warota, studia ukończył w 1889 roku z pierwszą nagrodą. Zadebiutował w 1889 roku jako Vincent w Mireille Charles’a Gounoda na deskach paryskiej Opéra-Comique, z którą związany był następnie do 1910 roku. Gościnnie występował w wielu teatrach operowych we Francji, Belgii, Hiszpanii, Portugalii, Wielkiej Brytanii i Danii. W 1909 roku wystąpił w nowojorskiej Metropolitan Opera jako Kawaler des Grieux w Manon Jules’a Masseneta. W latach 1911–1913 występował w operze w Bostonie. Po wybuchu I wojny światowej wrócił do Francji i walczył na froncie, gdzie został ranny. W 1927 roku zakończył karierę sceniczną.
Dysponował głosem o skali dwóch oktaw. W swoim repertuarze miał partie z oper m.in. Thomasa, Gounoda, Donizettiego, Pucciniego i Mozarta. Brał udział w prawykonaniach wielu oper, m.in. Saint-Saënsa, Godarda i Duponta.